# Pozemní hokej na Letních olympijských hrách 1992
Pozemní hokej na LOH 1992 v Barceloně zahrnoval turnaj mužů i turnaj žen. Všechny zápasy obou turnajů byly odehrány ve dnech 26. července až 8. srpna na stadionu ve městě Terrassa zhruba 30 km od Barcelony.

## Program soutěží
Turnaje mužů se zúčastnilo 12 mužstev, která byla rozdělena do 2 šestičlenných skupin, ve kterých se hrálo způsobem jeden zápas každý s každým a poté 2 nejlepší týmy z každé skupiny postoupily do semifinále, týmy na 3. a 4. místě hrály o 5. až 8. místo a týmy na 5. a 6. místě hrály o 9. až 12. místo. Turnaje žen se zúčastnilo 8 týmů, které byly rozděleny do 2 čtyřčlenných skupin, ve kterých se hrálo způsobem jeden zápas každý s každým a poté 2 nejlepší týmy z každé skupiny postoupily do semifinále a týmy na 3. a 4. místě hrály o 5. až 8. místo.

## Turnaj mužů
| Zlato   | Německo (GER)   |
| Stříbro | Austrálie (AUS) |
| Bronz   | Pákistán (PAK)  |

### Skupina A
- 26. července
- Austrálie - Argentina 7:0
- Indie - Německo 0:3
- Velká Británie - Egypt 2:0
- 28. července
- Indie - Argentina 1:0
- Austrálie - Egypt 5:1
- Německo - Velká Británie 2:0
- 30. července
- Velká Británie - Indie 3:1
- Egypt - Argentina 0:1
- Austrálie - Německo 1:1
- 1. srpna
- Německo - Egypt 8:2
- Argentina - Velká Británie 1:2
- Austrálie - Indie 1:0
- 3. srpna
- Velká Británie - Austrálie 0:6
- Indie - Egypt 2:1
- Německo - Argentina 2:1

| Poř. | Tým            | Z | V | R | P | VG | OG | B |
| ---- | -------------- | - | - | - | - | -- | -- | - |
| 1.   | Austrálie      | 5 | 4 | 1 | 0 | 20 | 2  | 9 |
| 2.   | Německo        | 5 | 4 | 1 | 0 | 16 | 4  | 9 |
| 3.   | Velká Británie | 5 | 3 | 0 | 2 | 7  | 10 | 6 |
| 4.   | Indie          | 5 | 2 | 0 | 3 | 4  | 8  | 4 |
| 5.   | Argentina      | 5 | 1 | 0 | 4 | 3  | 12 | 2 |
| 6.   | Egypt          | 5 | 0 | 0 | 5 | 4  | 18 | 0 |

### Skupina B
- 26. července
- Španělsko - Nový Zéland 3:0
- Pákistán - Malajsie 4:1
- Nizozemsko - SNS 5:2
- 28. července
- SNS - Malajsie 7:3
- Pákistán - Nový Zéland 1:0
- Španělsko - Nízozemsko 2:3
- 30. července
- Pákistán - SNS 6:2
- Nizozemsko - Nový Zéland 4:3
- Španělsko - Malajsie 5:2
- 1. srpna
- Nizozemsko - Pákistán 2:3
- Nový Zéland - Malajsie 2:3
- Španělsko - SNS 4:0
- 3. srpna
- Nizozemsko - Malajsie 6:0
- SNS - Nový Zéland 1:2
- Španělsko - Pákistán 1:6

| Poř. | Tým         | Z | V | R | P | VG | OG | B  |
| ---- | ----------- | - | - | - | - | -- | -- | -- |
| 1.   | Pákistán    | 5 | 5 | 0 | 0 | 20 | 6  | 10 |
| 2.   | Nizozemsko  | 5 | 4 | 0 | 1 | 20 | 10 | 8  |
| 3.   | Španělsko   | 5 | 3 | 0 | 2 | 15 | 11 | 6  |
| 4.   | Nový Zéland | 5 | 1 | 0 | 4 | 7  | 12 | 2  |
| 5.   | SNS         | 5 | 1 | 0 | 4 | 12 | 20 | 2  |
| 6.   | Malajsie    | 5 | 1 | 0 | 4 | 9  | 24 | 2  |

### O 9. až 12. místo
- 5. srpna
- Argentina - Malajsie 4:6
- SNS - Egypt 4:2

### Tápas o 11. místo
- 7. srpna
- Argentina - Egypt 7:3

### Zápas o 9. místo
- 7. srpna
- Malajsie - SNS 4:3

### O 5. až 8. místo
- 5. srpna
- Velká Británie - Nový Zéland 3:2
- Španělsko - Indie 2:0

### Zápas O 7. místo
- 6. srpna
- Nový Zéland - Indie 2:3

### Zápas o 5. místo
- 6. srpna
- Velká Británie - Španělsko 1:2

### Semifinále
- 5. srpna
- Austrálie - Nizozemsko 3:2
- Pákistán - Německo 1:2

### Zápas o 3. místo
- 8. srpna
- Nizozemsko - Pákistán 3:4

### Finále
- 8. srpna
- Austrálie - Německo 1:2

### Medailisté
| Zlato | Stříbro | Bronz |
| --- | --- | --- |
| Německo | Austrálie | Pákistán |
| Michael Knauth Christopher Reitz Jan-Peter Tewes Carsten Fischer Christian Blunck Stefan Saliger Michael Metz Christian Mayerhöfer Sven Meinhardt Andreas Keller Michael Hilgers Andreas Becker Stefan Tewes Klaus Michler Volker Fried Oliver Kurtz | Warren Birmingham David Wansbrough John Bestall Lee Bodimeade Ashley Carey Stephen Davies Damon Diletti Lachlan Dreher Lachlan Elmer Dean Evans Gregory Corbitt Paul Lewis Graham Reid Jay Stacy Ken Wark Michael York | Shahid Ali Khan Rana Mujahid Ali Khalid Bashir Anjum Saeed Farhad Hassan Khan Khawaja Muhammad Junaid Muhammad Qamar Ibrahim Tahir Zaman Muhammad Asif Bajwa Shahbaz Ahmed Wasim Feroze Mansoor Ahmed Muhammad Akhlaq Ahmad Muhammad Khalid Musaddiq Hussain Muhammad Shahbaz |

## Turnaj žen
| Zlato   | Španělsko (ESP)      |
| Stříbro | Německo (GER)        |
| Bronz   | Velká Británie (GBR) |

### Skupina A
- 27. července
- Austrálie - Kanada 2:0
- Španělsko - Německo 2:2
- 29. července
- Austrálie - Německo 0:1
- Španělsko - Kanada 2:1
- 2. srpna
- Kanada - Německo 0:4
- Španělsko - Austrálie 1:0

| Poř. | Tým       | Z | V | R | P | VG | OG | B |
| ---- | --------- | - | - | - | - | -- | -- | - |
| 1.   | Německo   | 3 | 2 | 1 | 0 | 7  | 2  | 5 |
| 2.   | Španělsko | 3 | 2 | 1 | 0 | 5  | 3  | 5 |
| 3.   | Austrálie | 3 | 1 | 0 | 2 | 2  | 2  | 2 |
| 4.   | Kanada    | 3 | 0 | 0 | 3 | 1  | 8  | 0 |

### Skupina B
- 27. července
- Nový Zéland - Jižní Korea 0:5
- Nizozemsko - Velká Británie 2:1
- 29. července
- Jižní Korea - Velká Británie 1:3
- Nizozemsko - Nový Zéland 2:0
- 2. srpna
- Jižní Korea - Nizozemsko 2:0
- Nový Zéland - Velká Británie 2:3

| Poř. | Tým            | Z | V | R | P | VG | OG | B |
| ---- | -------------- | - | - | - | - | -- | -- | - |
| 1.   | Jižní Korea    | 3 | 2 | 0 | 1 | 8  | 3  | 4 |
| 2.   | Velká Británie | 3 | 2 | 0 | 1 | 7  | 5  | 4 |
| 3.   | Nizozemsko     | 3 | 2 | 0 | 1 | 4  | 3  | 4 |
| 4.   | Nový Zéland    | 3 | 0 | 0 | 3 | 2  | 10 | 0 |

### O 5. až 8. místo
- 4. srpna
- Austrálie - Nový Zéland 5:1
- Nizozemsko - Kanada 2:0

### Zápas o 7. místo
- 6. srpna
- Nový Zéland - Kanada 0:2

### Zápas o 5. místo
- 6. srpna
- Austrálie - Nizozemsko 2:0

### Semifinále
- 4. srpna
- Německo - Velká Británie 2:1
- Jižní Korea - Španělsko 1:2

### Zápas o 3. místo
- 7. srpna
- Velká Británie - Jižní Korea 4:3

### Finále
- 7. srpna

Německo - Španělsko 1:2

### Medailistky
| Zlato | Stříbro | Bronz |
| --- | --- | --- |
| Španělsko | Německo | Velká Británie |
| Marívi González Natalia Dorado Virginia Ramírez María Carmen Barea Silvia Manrique Nagore Gabellanes María Ángeles Rodríguez Sonia Barrio Celia Correa Elisabeth Maragall Teresa Motos Maider Tellería Mercedes Coghen Nuria Olivé Anna Maiques María Isabel Martínez | Susie Wollschläger Bianca Weiß Tanja Dickenscheid Susanne Müller Nadine Ernsting-Krienke Simone Thomaschinski Irina Kuhnt Anke Wild Franziska Hentschel Kristina Peters Eva Hagenbäumer Britta Becker Caren Jungjohann Christine Ferneck Heike Lätzsch Katrin Kauschke | Joanne Thompson Helen Morgan Lisa Bayliss Karen Brown Mary Nevill Jill Atkins Vickey Dixon Wendy Fraser Sandy Lister Jane Sixsmith Alison Ramsay Jackie McWilliams Tammy Miller Mandy Nicholls Kathryn Johnson Susan Fraser |